# Lavoir (bassin public)
Pour les articles homonymes, voir Lavoir.

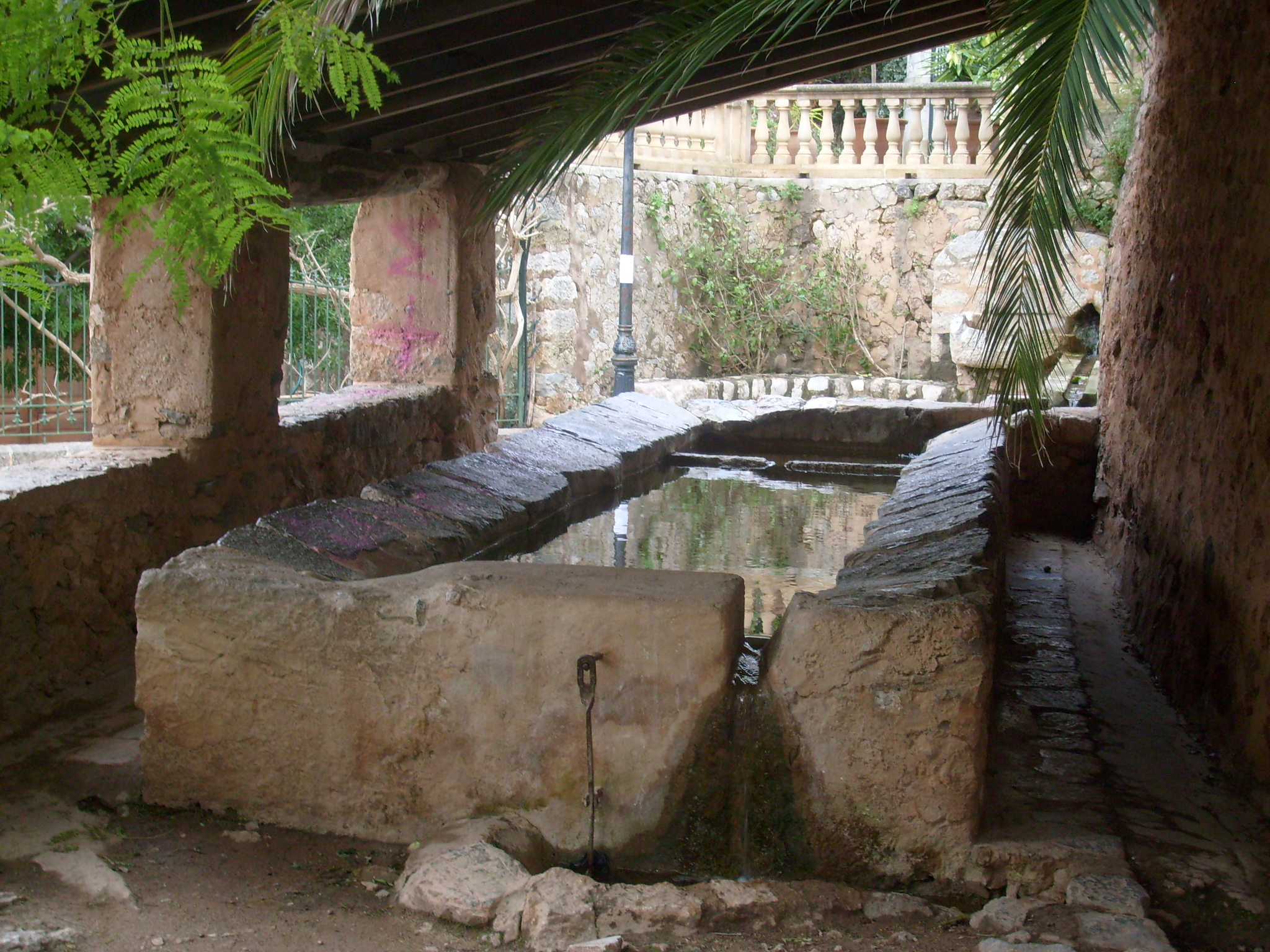
Lavoir dont le trop-plein se déverse par une rigole d'évacuation.

Un lavoir est un bassin alimenté en eau généralement d'origine naturelle qui a pour vocation première de permettre de rincer le linge après l'avoir lavé. Il est le plus souvent public, gratuit ou payant selon les communes, mais peut être privé, attaché à une seule maison ou une seule ferme et pouvant être mis à la disposition de voisins moyennant une redevance.

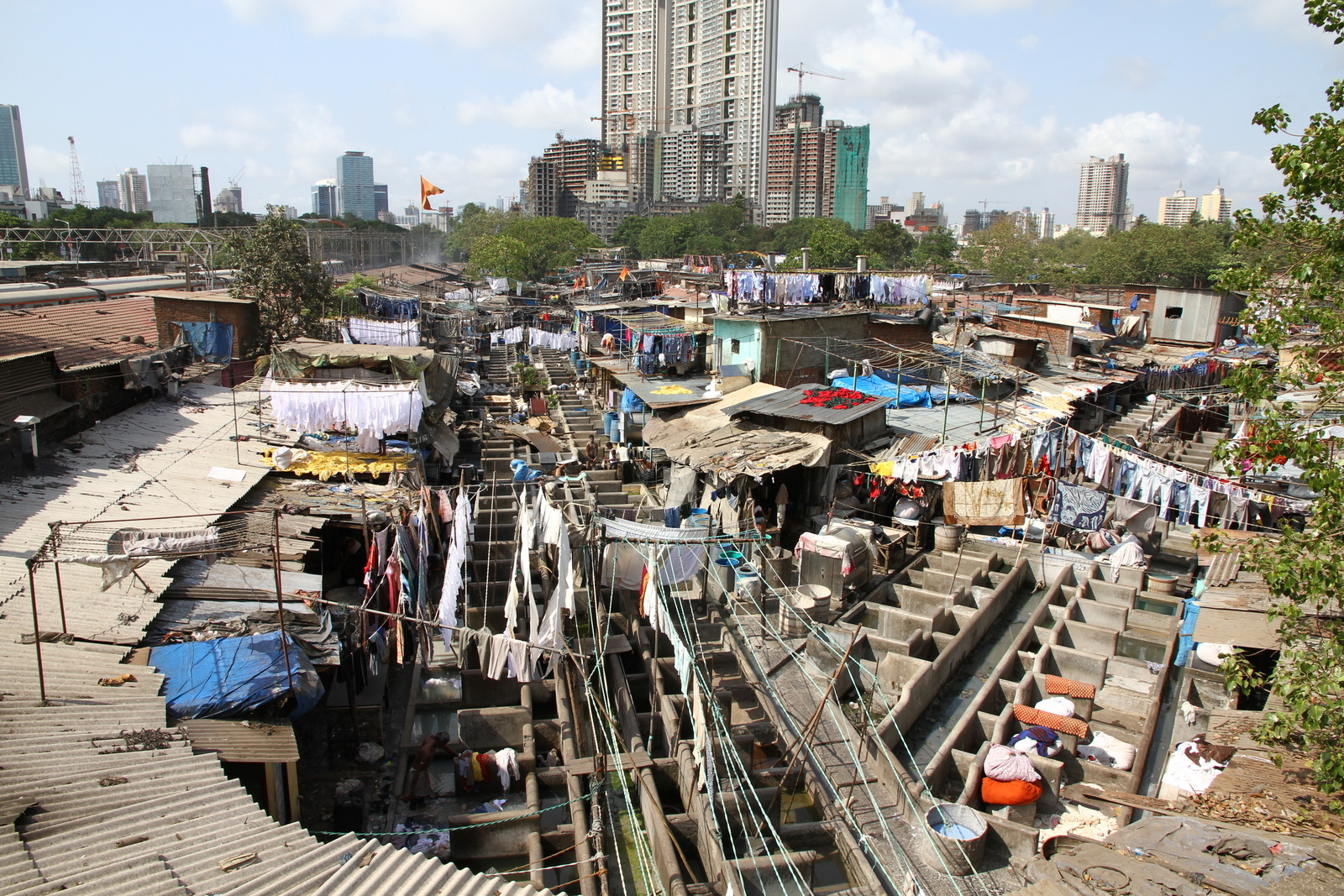
Grand lavoir public (Dhobi Ghat) au milieu d'un bidonville à Bombay (au XXIe siècle)

Contrairement à une représentation très répandue, les lavandières ne s'y rendaient le plus souvent pas pour laver le linge, mais pour l'y rincer. Le passage au lavoir était en effet la dernière étape avant le séchage. Comme le lavage ne consommait que quelques seaux d'eau, il pouvait avoir lieu dans les habitations ou les buanderies où le linge s'accumulait avant la « grande lessive », mais le rinçage nécessitait de grandes quantités d'eau claire, uniquement disponible dans les cours d'eau ou dans une source captée. Il existe cependant des lavoirs avec plusieurs bassins, le bassin en amont servant de rinçoir, ceux en aval de lavoir (lavage du linge proprement dit) voire d'abreuvoir.

## Histoire

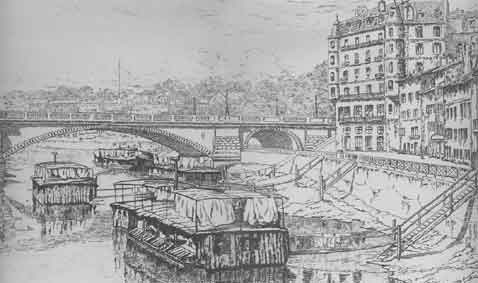
Bateaux-lavoirs à Genève en 1903.

À l'origine, le lavoir est une pierre plate ou une simple planche posée au bord d'un cours d'eau, d'une mare ou d'une source, sans abri. La pollution due à la révolution industrielle, les épidémies puis l'hygiénisme entraînent le développement de constructions spécifiques à la fin du XVIIIe siècle qui voit les communes se munir de bassins situés au bas d'une prairie, en contrebas d'une source ou d'une fontaine, en bordure d'un ruisseau, d'un canal, d'une rivière ou d'un fleuve où peut être amarré un bateau-lavoir.
En France, les épidémies de choléra, de variole et de typhoïde incitent le Parlement à voter la loi du 3 février 1851 qui accorde un crédit spécial pour subventionner à hauteur de 30 % la construction des lavoirs couverts et prévoit que « c'est au lavoir commun que la laveuse trouvera une distribution commode d'eau chaude et d'eau froide, des appareils de séchage qui lui permettent une économie de temps, et qui lui évite d'effectuer (le blanchissage) dans l'habitation ». Les travaux étant mis en adjudication sur rabais à la chandelle expliquent chez les entrepreneurs une certaine similitude de conception et de matériaux. Le lavoir reste en usage jusqu'au milieu du XXe siècle dans les villes où soit l'eau n'est pas polluée soit il n'existe pas de blanchisseries, mais leur utilisation est progressivement abandonnée au cours de ce siècle. Malgré la résistance au progrès des lavandières, le lavoir est remplacé par les lessiveuses, les lavoirs mécaniques, les machines à laver vers 1950 puis les laveries automatiques. Il subsiste toutefois de nombreux témoignages de ces sites pittoresques aux styles architecturaux d'une grande variété selon les régions et périodes historiques.

## Parties d'un lavoir
Un lavoir peut être composé de :

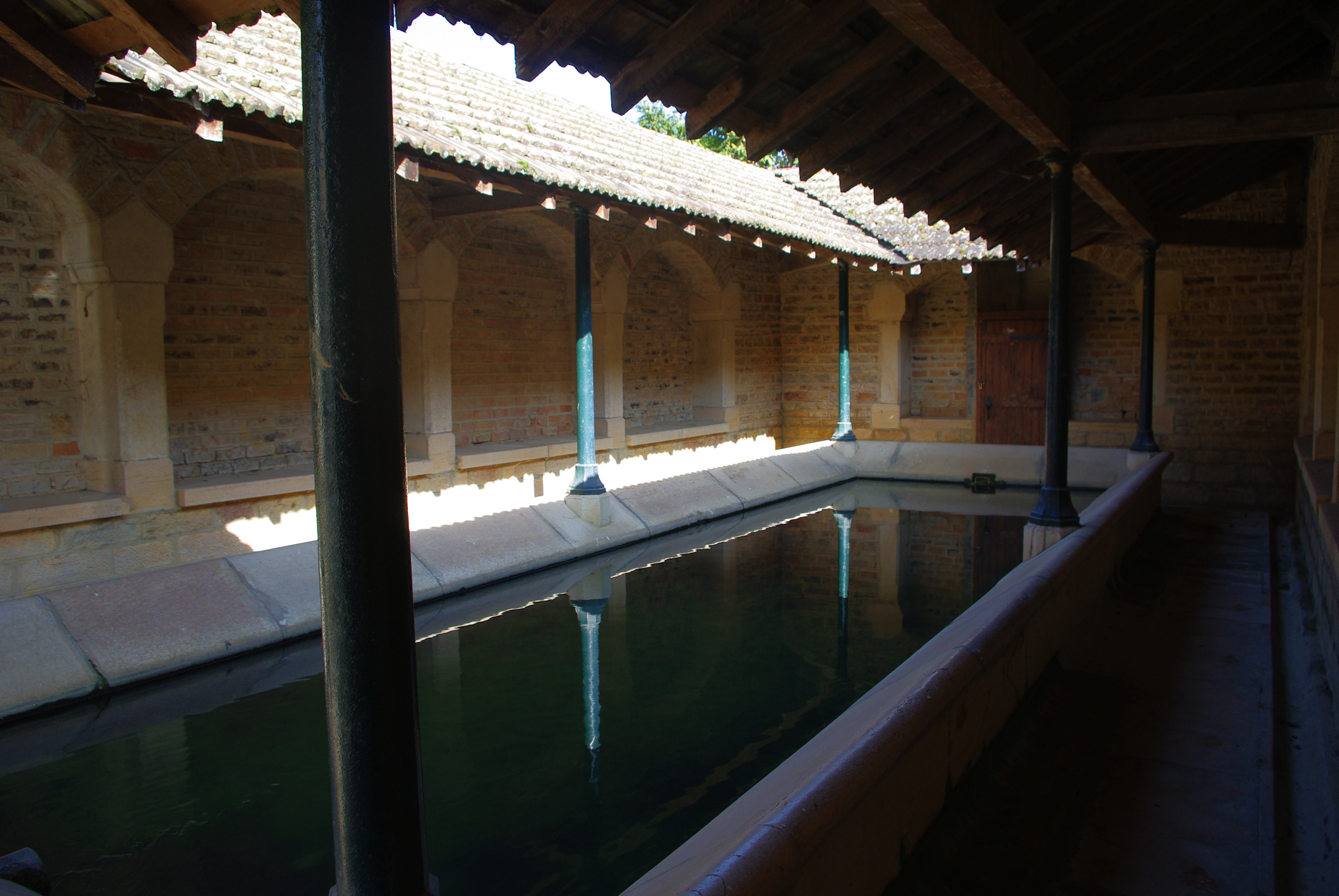
Lavoir avec impluvium, dallage, banc de lavoir et pierres à laver.

- banc de lavoir : banc de pierre de taille adossé aux murs intérieurs servant d’étagère pour poser le linge propre et les effets des laveuses ;
- bassins : en amont le rinçoir, en aval le lavoir, l'abreuvoir ;
- ciel ouvert (impluvium) : pour éviter aux lavandières les courants d’air, certains architectes conçurent des lavoirs à façades aveugles éclairés par une ouverture zénithale ;
- dallage : les abords du bassin sont généralement dallés ou pavés afin que les lieux soient aisés à nettoyer, et sont munis d'une rigole ;
- étendoir : barres en bois ou en métal suspendues au-dessus du bassin de lavage sur lesquelles le linge était mis à égoutter ;
- latrines : garder les mains dans l’eau fraîche a un effet diurétique, mais rares sont les lavoirs qui possèdent un cabinet d’aisance ;
- pierre à laver : pierre basse inclinée vers l’eau bordant un cours d’eau ou la margelle du bassin ;
- aménagement de contournement des crues : pour contourner le problème des crues élevées, on peut voir comme à Saint-Martin-sur-Ouanne le lavoir construit sur un chenal d'alimentation surplombant d'environ 1 m le niveau « normal » de la rivière Ouanne. Le déversoir en amont, sert à réguler le débit arrivant au lavoir.

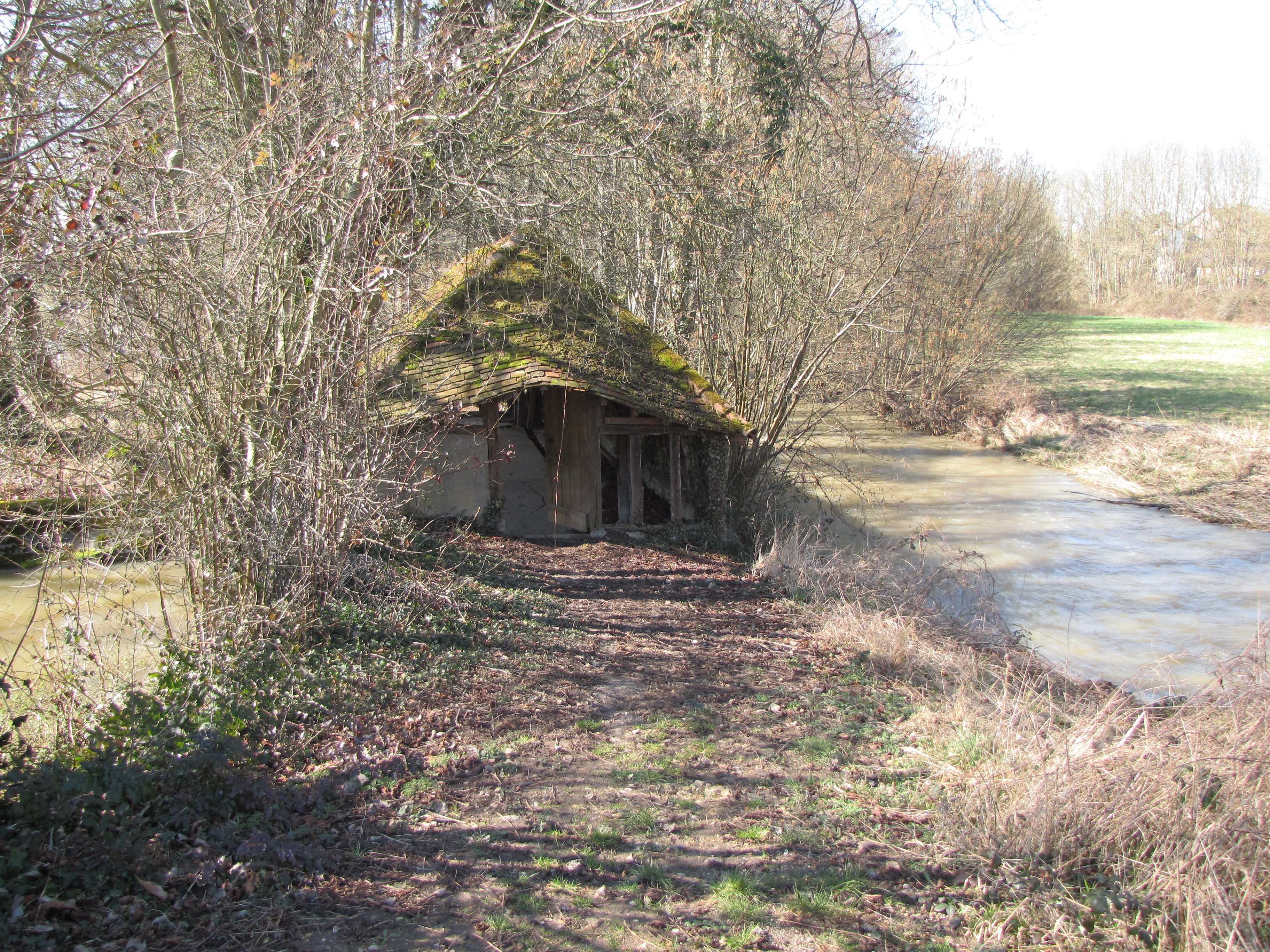
Le lavoir encadré par l'Ouanne à droite et le chenal à gauche.
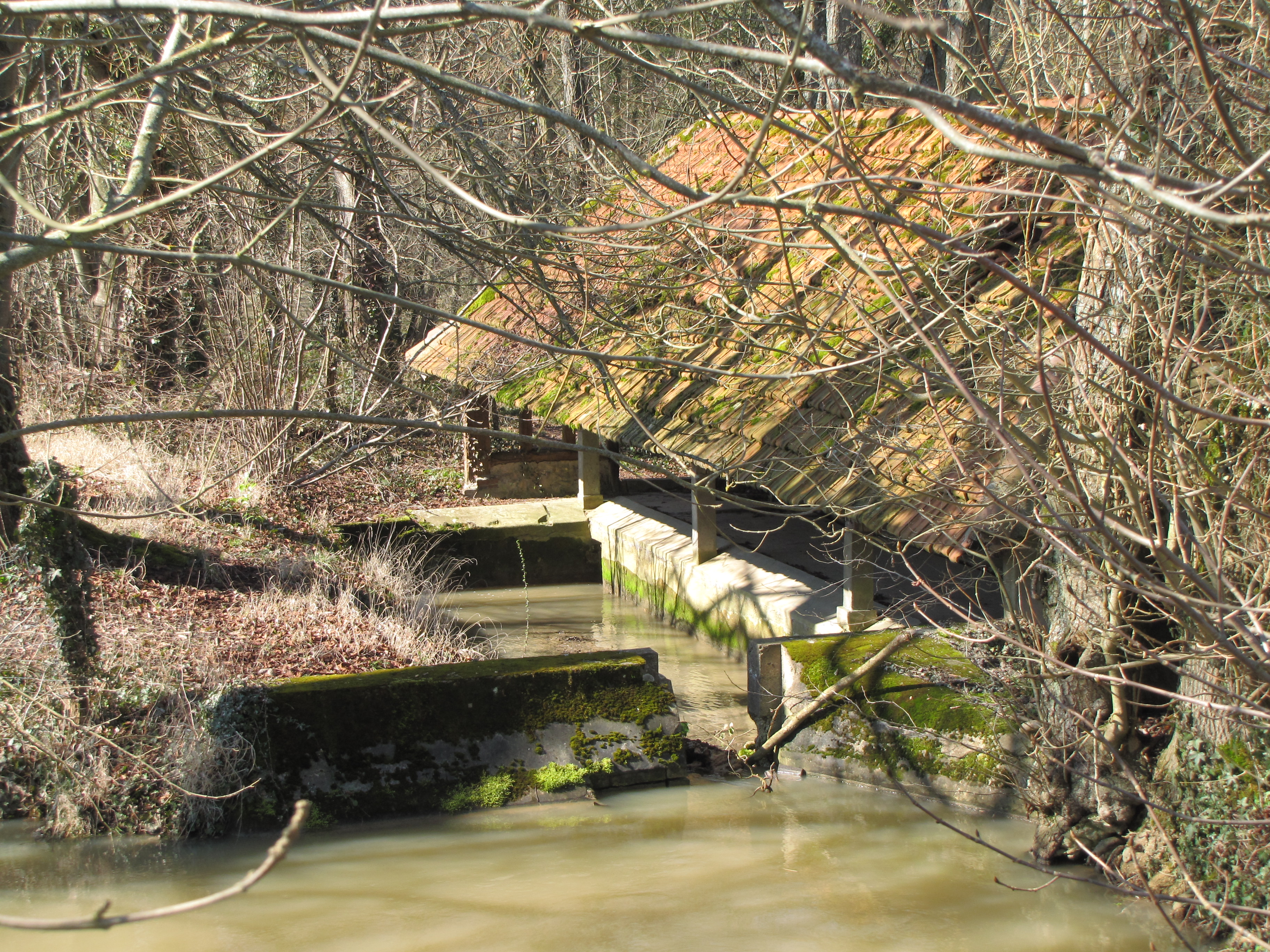
Le lavoir et son bassin.
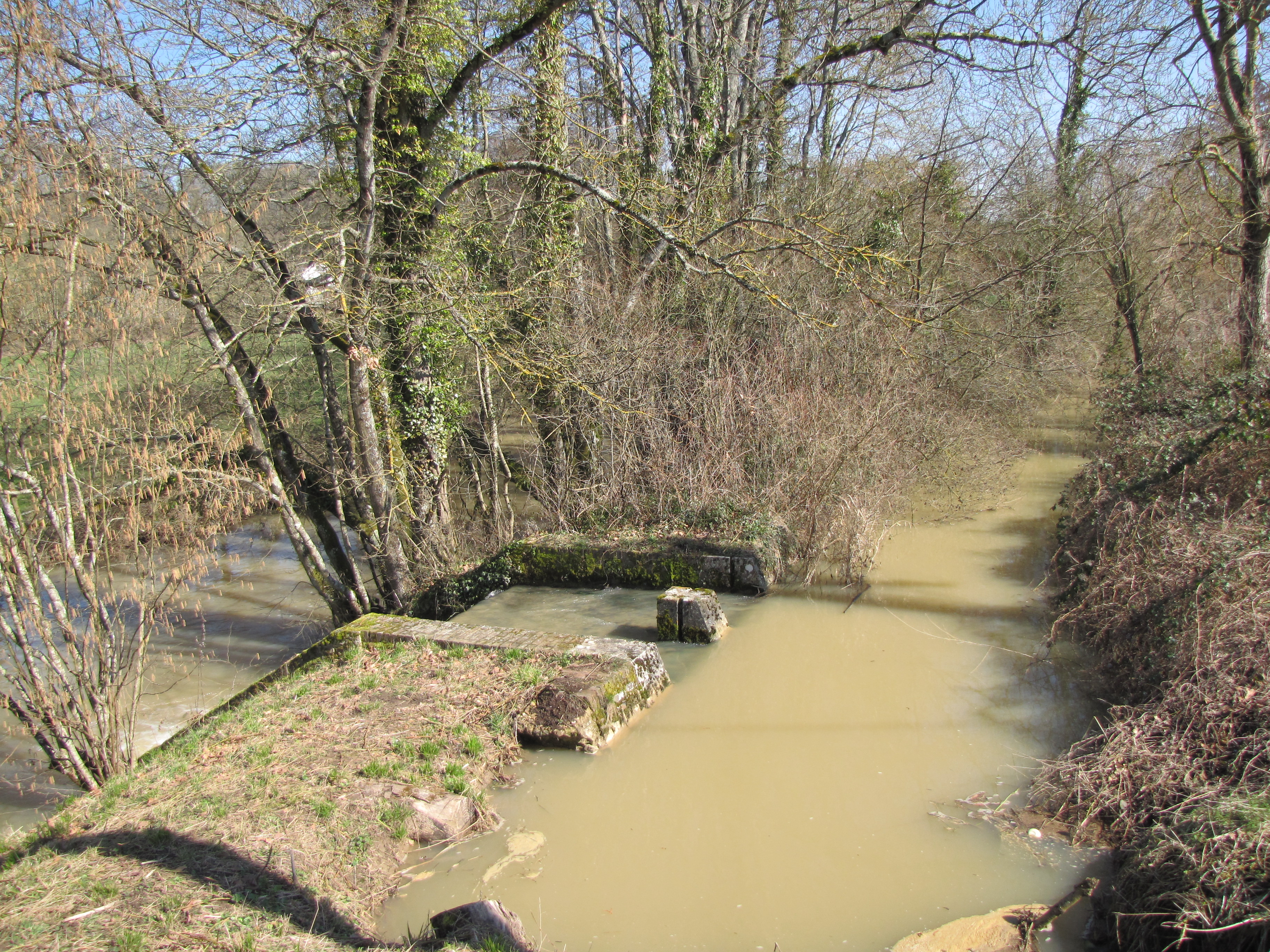
Déversoir en amont du lavoir.

## Organisation

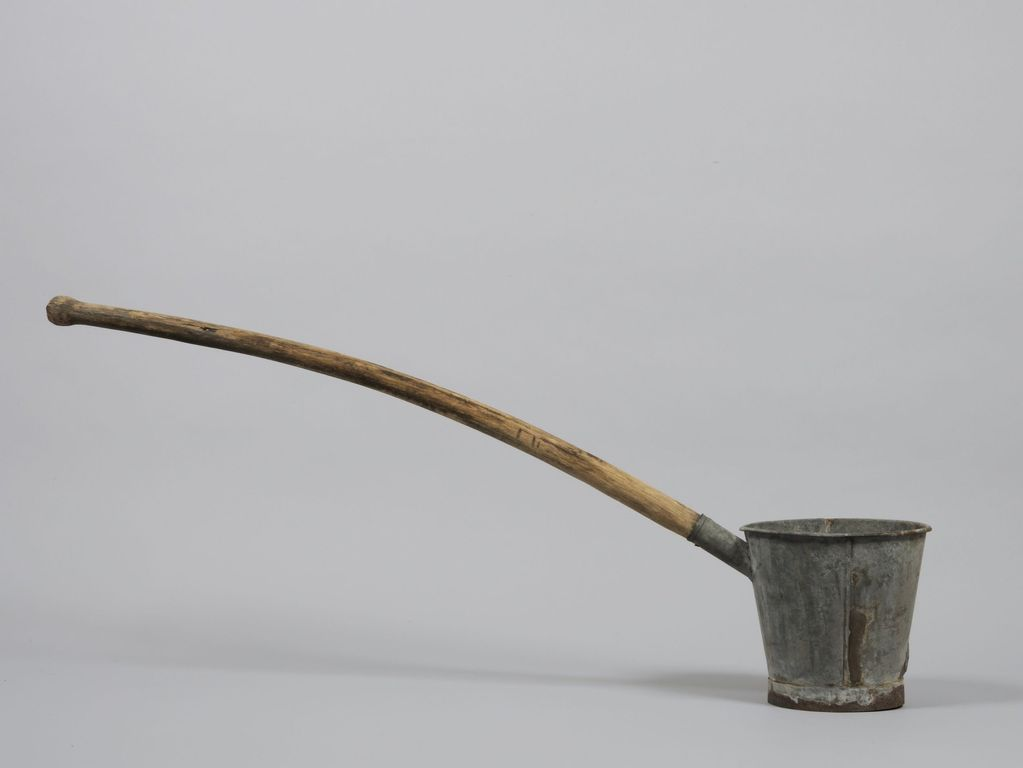
Seau avec manche pour pratiquer le coulage, Collection Musées départementaux de la Haute-Saône.

La lessive dans l'habitat même posant de nombreux problèmes (vapeur humidifiant les murs, écoulement de l'eau), le linge n'est alors lavé que deux fois par an (la lessive devient mensuelle dans les années 1900 et hebdomadaire dans les années 1930), les moins fortunés gardant leurs vêtements jusqu'à complète utilisation. Ces « grandes lessives », appelées « buées », durent généralement trois jours : le premier, le linge est immergé dans d'énormes baquets de bois pour un premier décrassage ; le deuxième, le linge est lessivé dans ces mêmes baquets ou d'autres cuves, recouvert d'une toile sur laquelle on pratique le coulage, c'est-à-dire le versement de l'eau bouillante à l'aide d'un récipient à long manche sur une épaisse couche de cendres dont le carbonate de potasse constitue un excellent agent nettoyant ; le troisième, le linge est rincé et essoré au lavoir.
Le bord du lavoir comportait en général une pierre inclinée. Les femmes, à genoux dans une sorte de bac en bois, le « garde genoux », jetaient le linge dans l'eau, le tordaient en le pliant plusieurs fois, et le battaient avec un battoir en bois sur la pierre afin de l'essorer le plus possible. En général, une solide barre de bois horizontale permettait de stocker le linge essoré avant le retour pénible en hotte, brouette, carriole ou charrette vers le lieu de séchage.
Certains étaient équipés de cheminées pour produire la cendre nécessaire au blanchiment. Lorsque les femmes y lessivaient également leur linge, elles le frottaient le brossaient avec du savon fabriqué artisanalement ou de la cendre de bois, puis le rinçaient en ajoutant quelques boules de bleu (poudre à base d'indigo) pour l’éclat et des racines de saponaires pour l'assouplir ; enfin elles le parfumaient à l’aide de rhizomes d’iris.

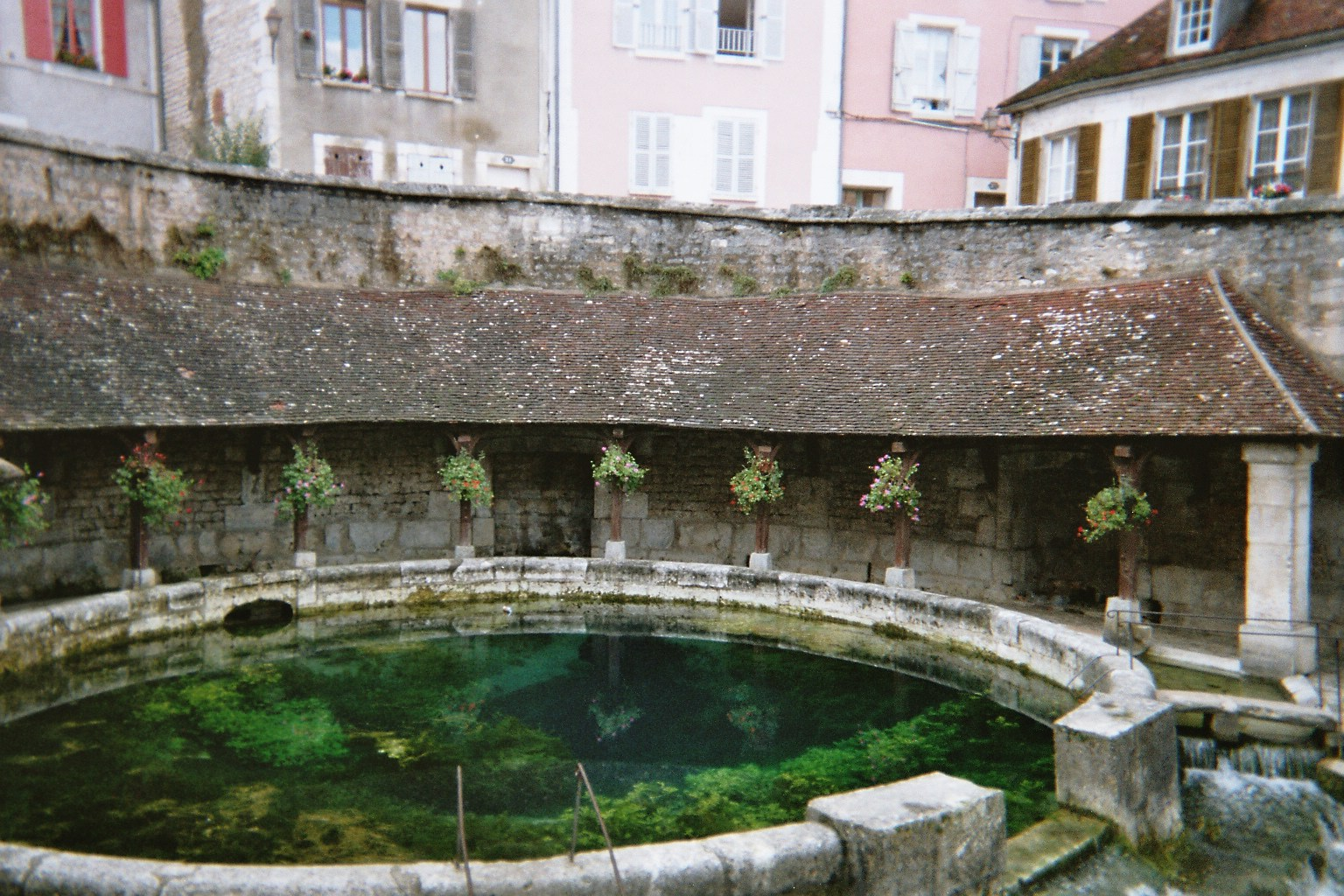
Lavoir de la Fosse Dionne à Tonnerre (89).
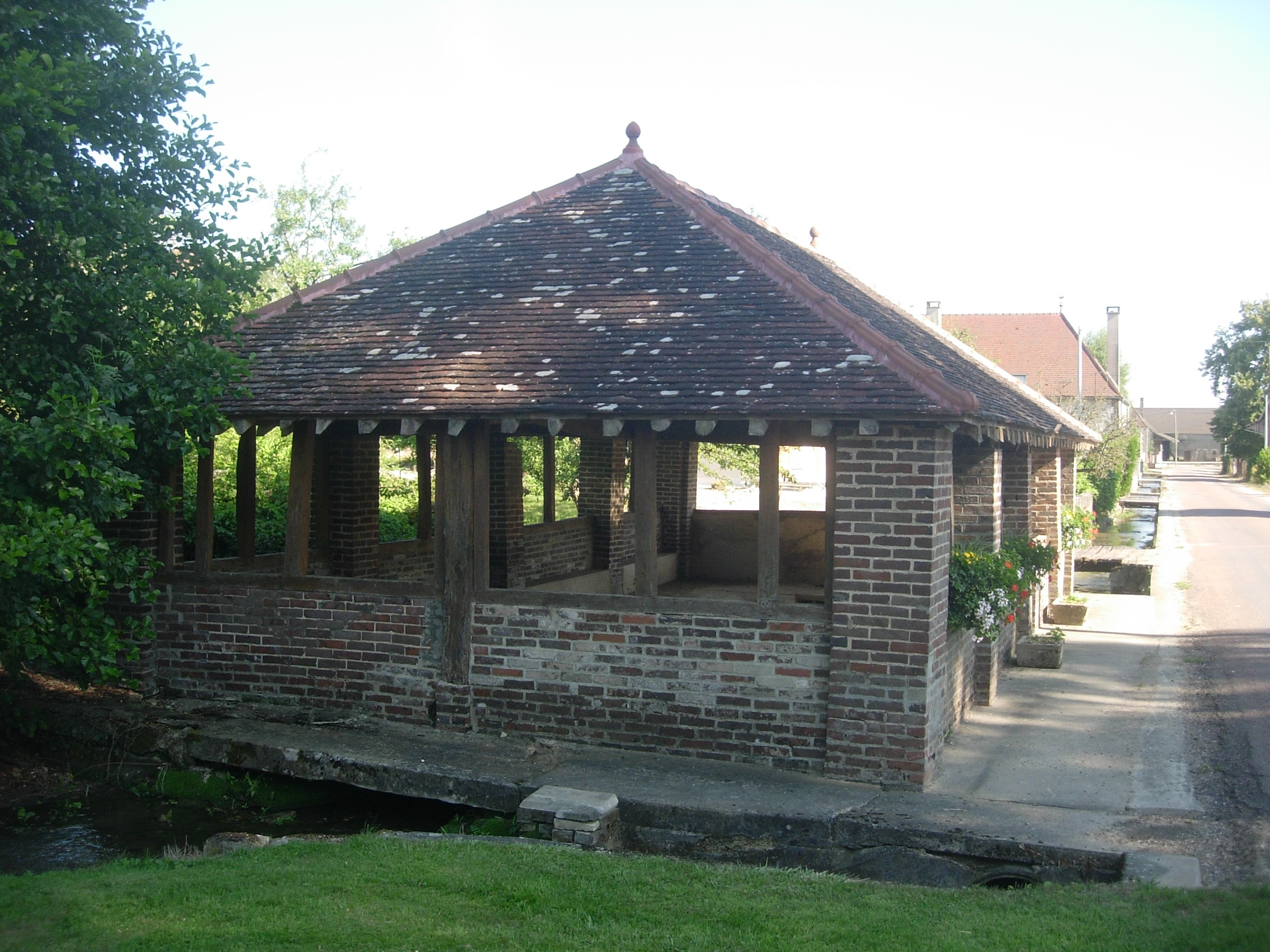
Lavoir du hameau de Sivrey à Auxon (Pays d'Armance, 10). Au premier plan le ru détourné entre dans le lavoir ; il longe ensuite le lavoir côté rue.
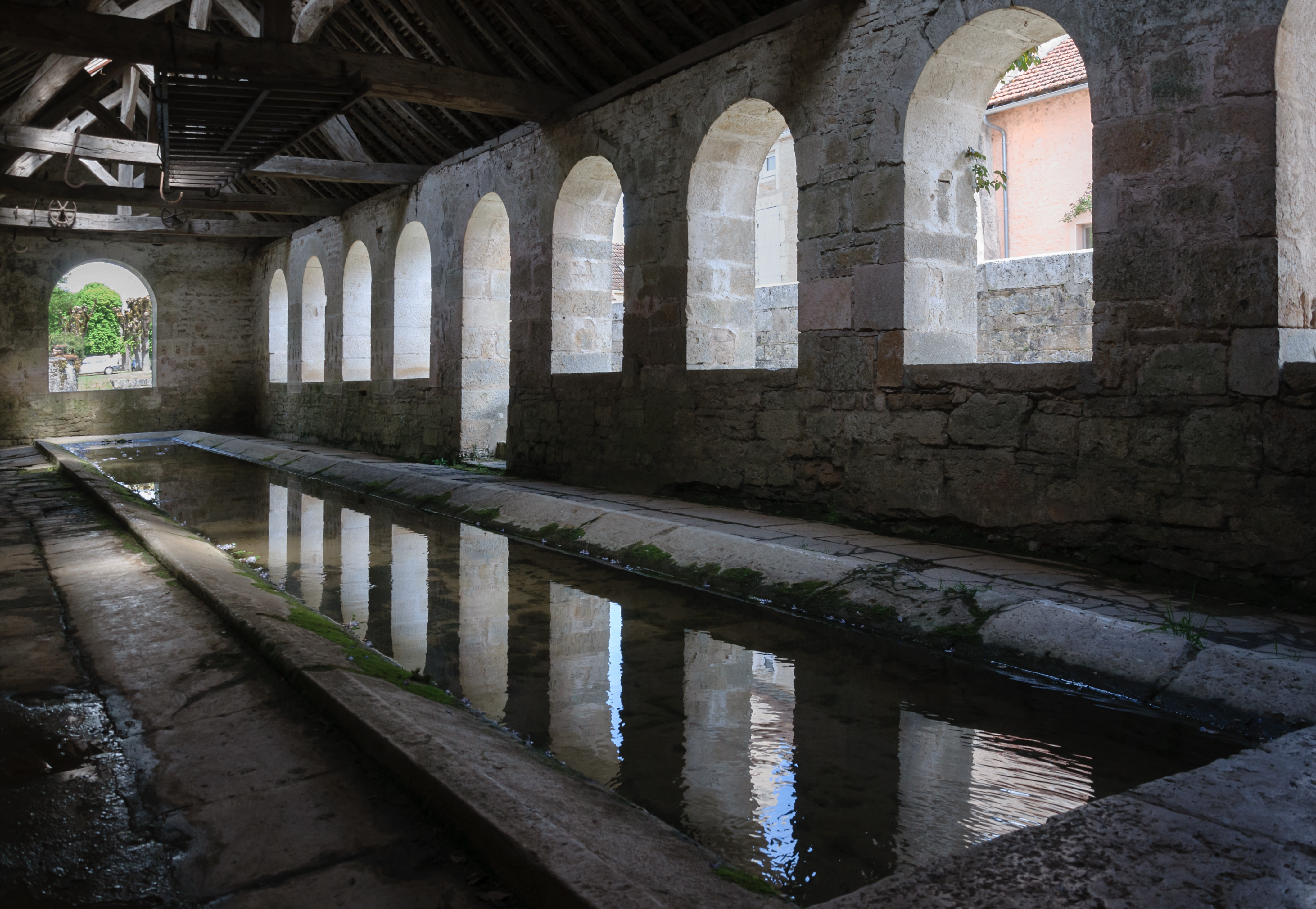
Le lavoir de Noyers (89), et ses bords inclinés.
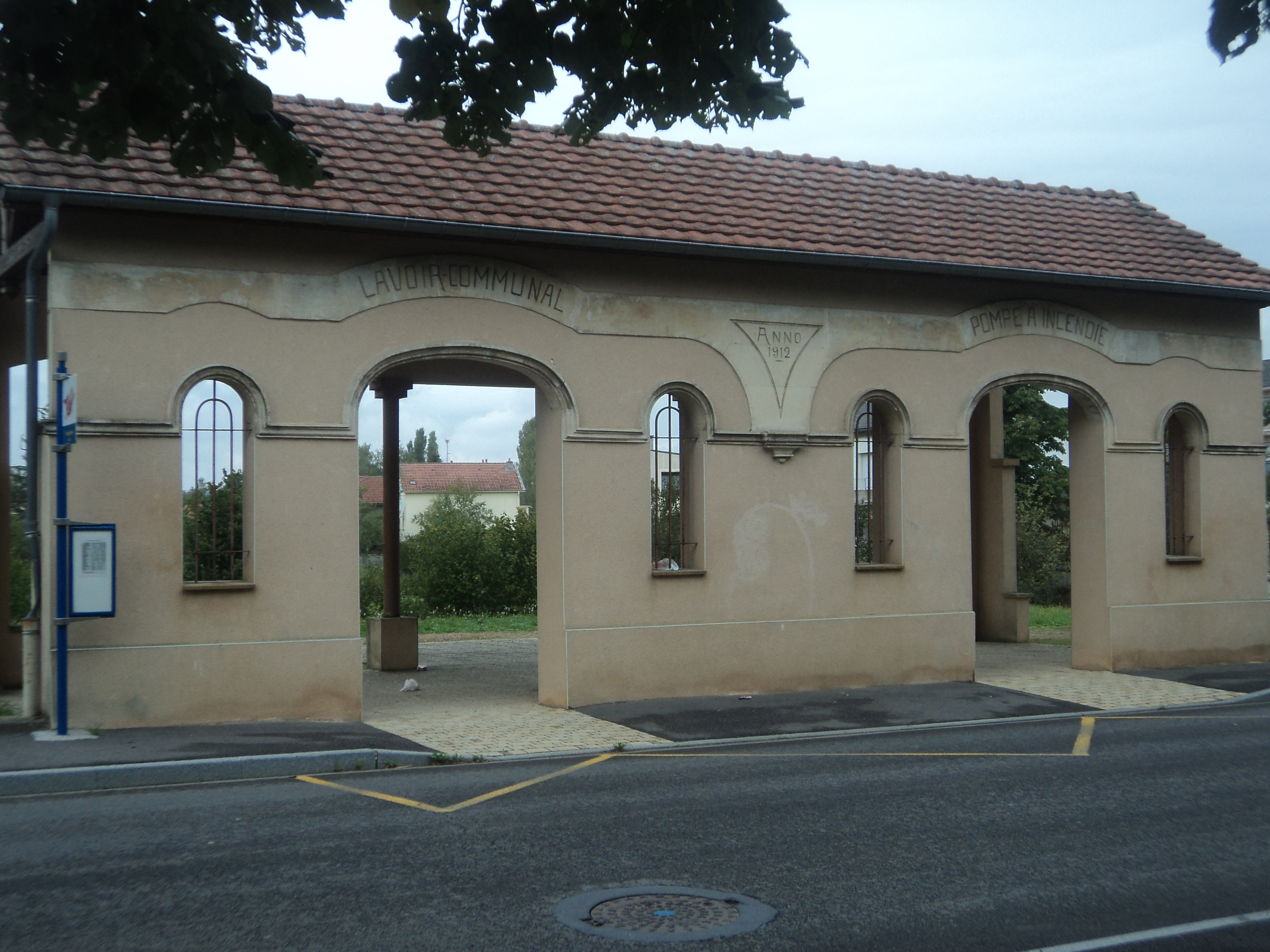
Ancien lavoir communal de Tucquegnieux (54), réaménagé de nos jours en abri-bus.
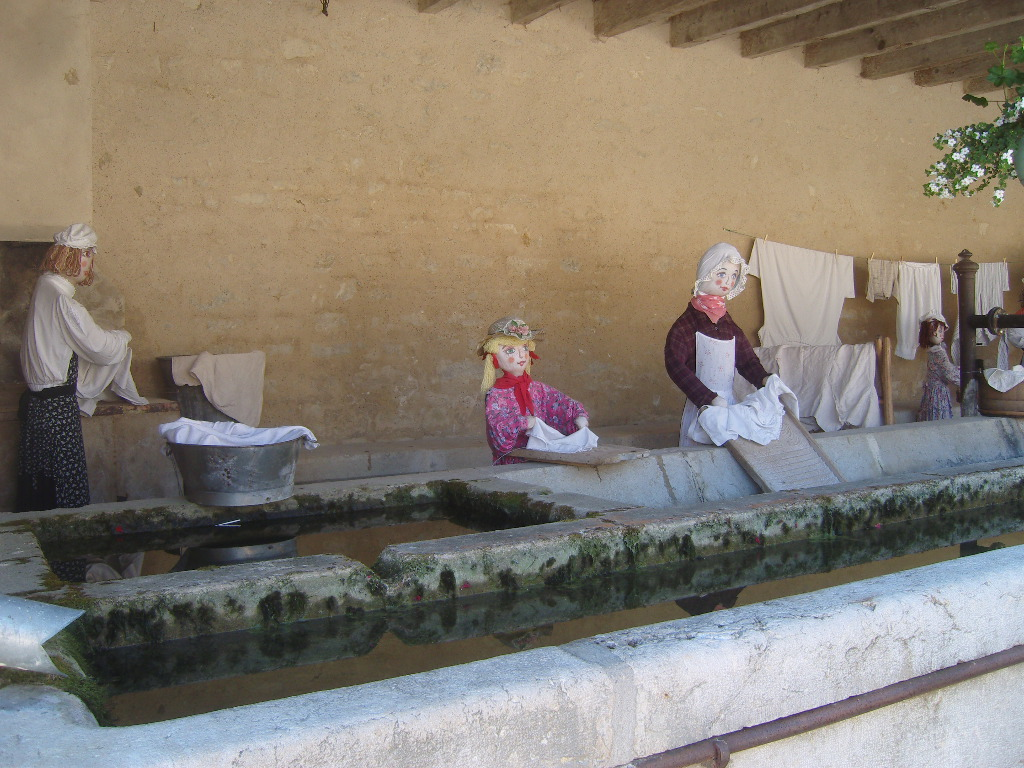
Lavoir-abreuvoir de Bonnevaux (25), décoré de marionnettes immobiles.
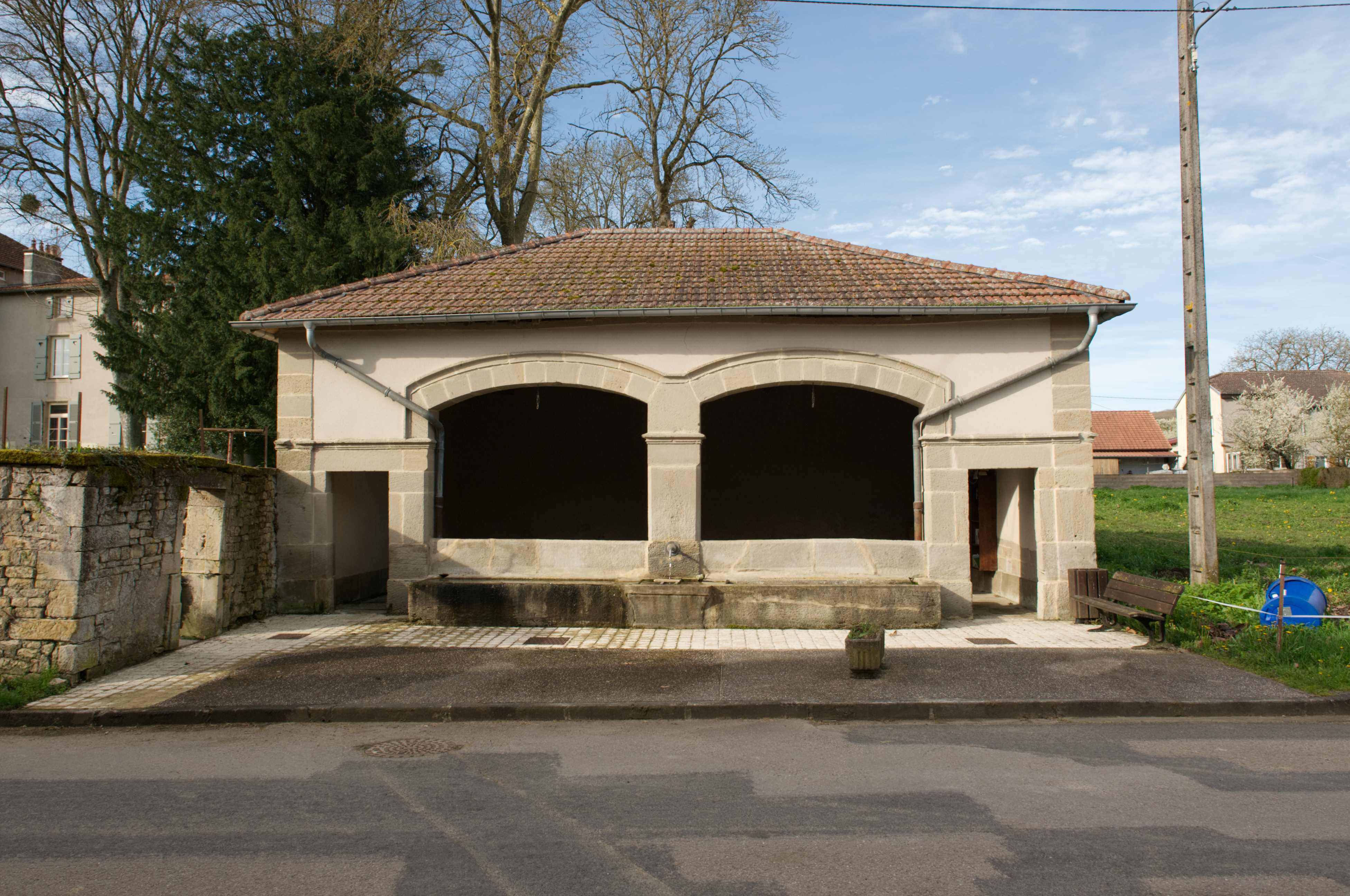
Le lavoir de Gemmelaincourt (88), l'un des quatre
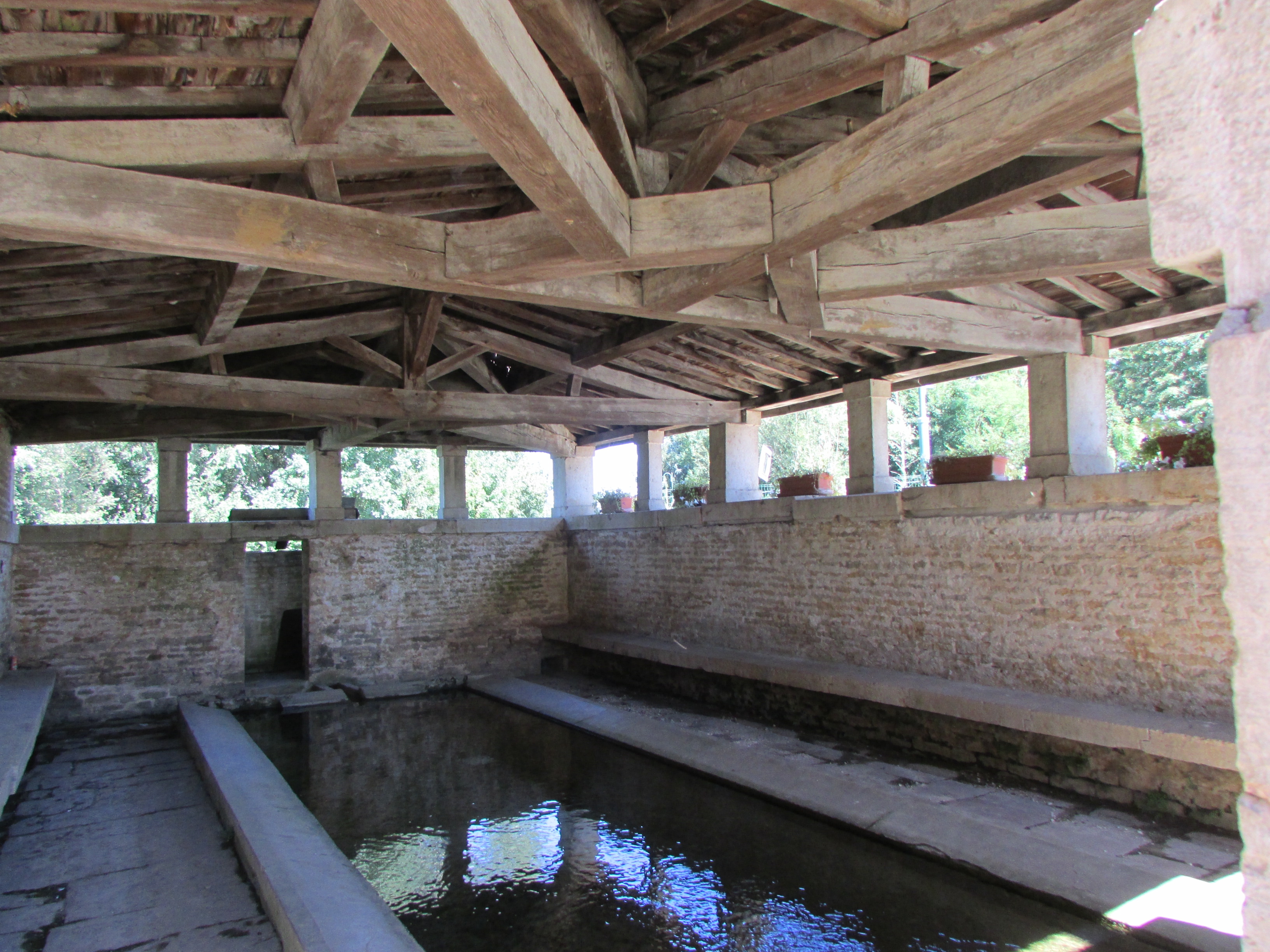
Intérieur du lavoir de Bologne Haute-Marne.
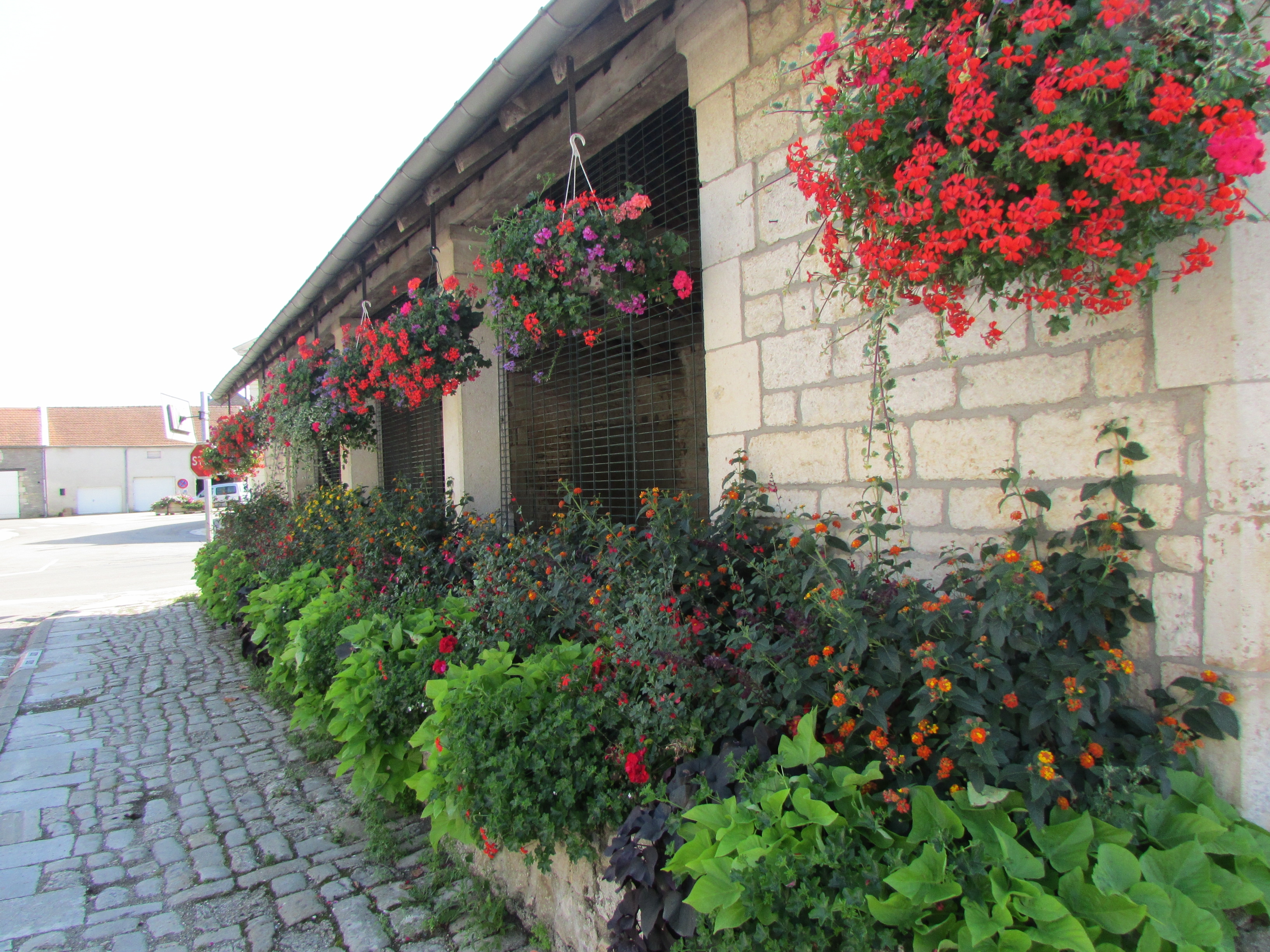
Le lavoir fleuri de Mandres-la-Côte Haute-Marne.
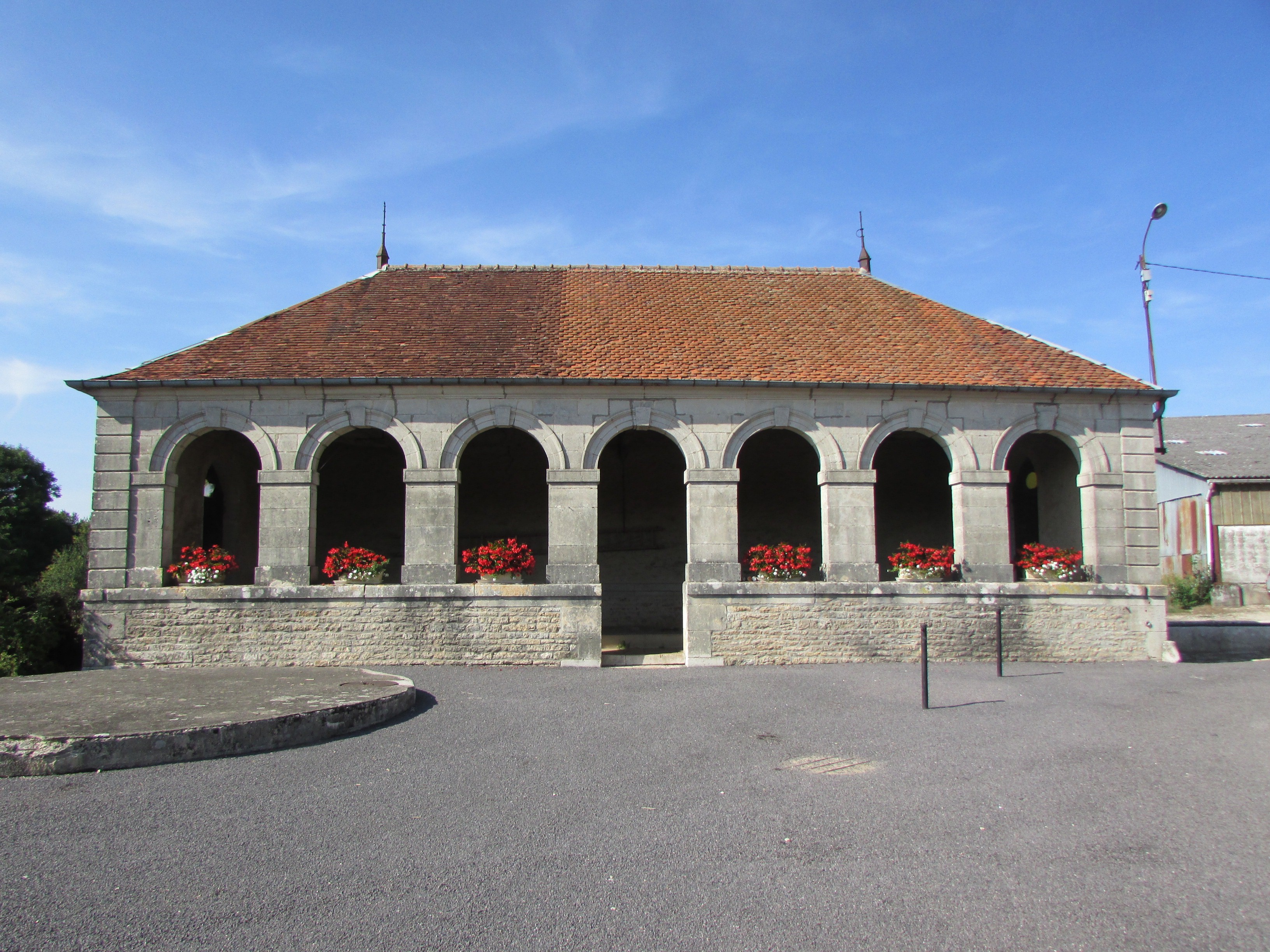
Le lavoir de Millières Haute-Marne.
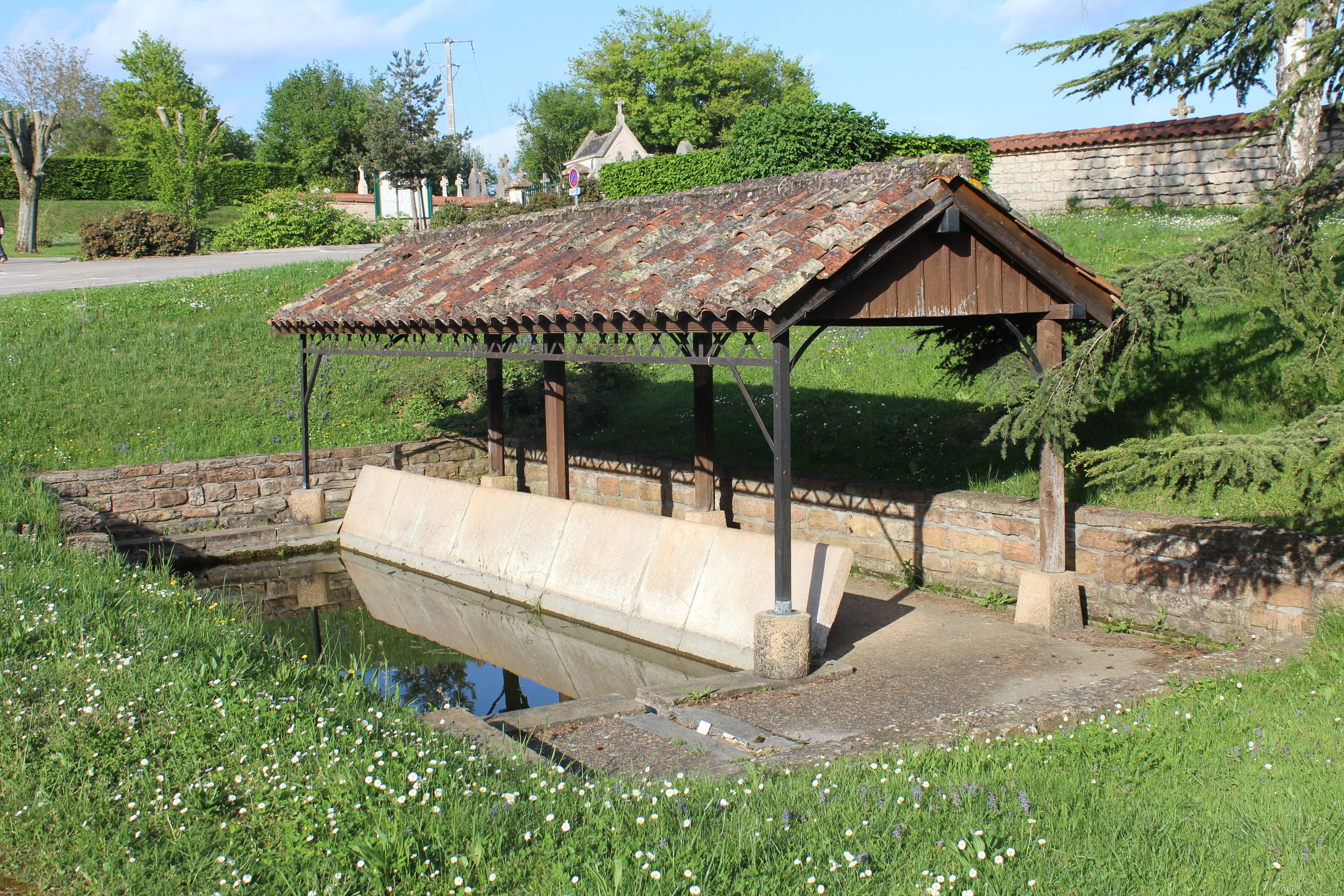
Le lavoir de Saint-Cyr-sur-Menthon, Ain.
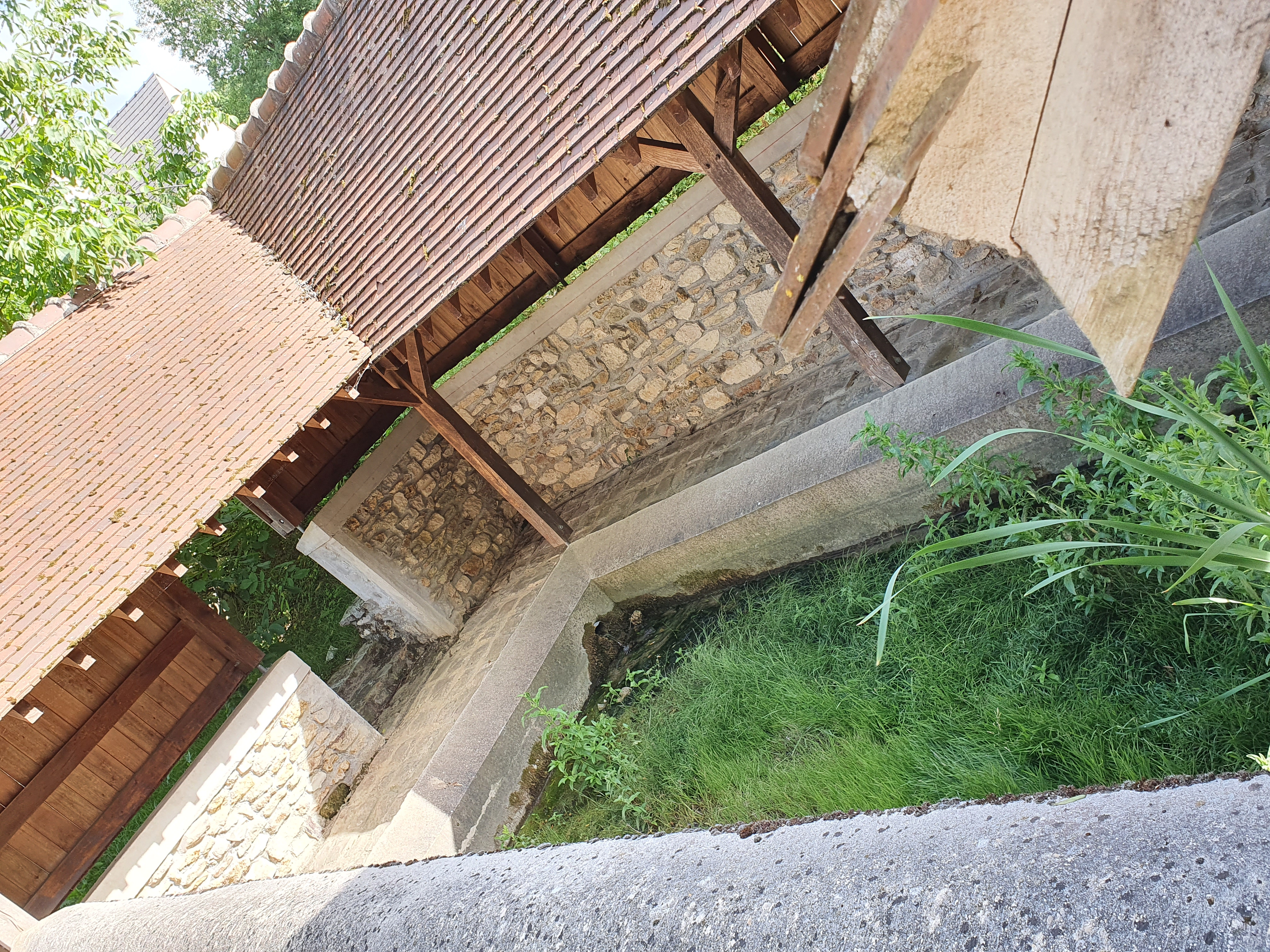
Lavoir de Saint-Quentin à Saint-Germain-sur-Morin en Seine-et-Marne.
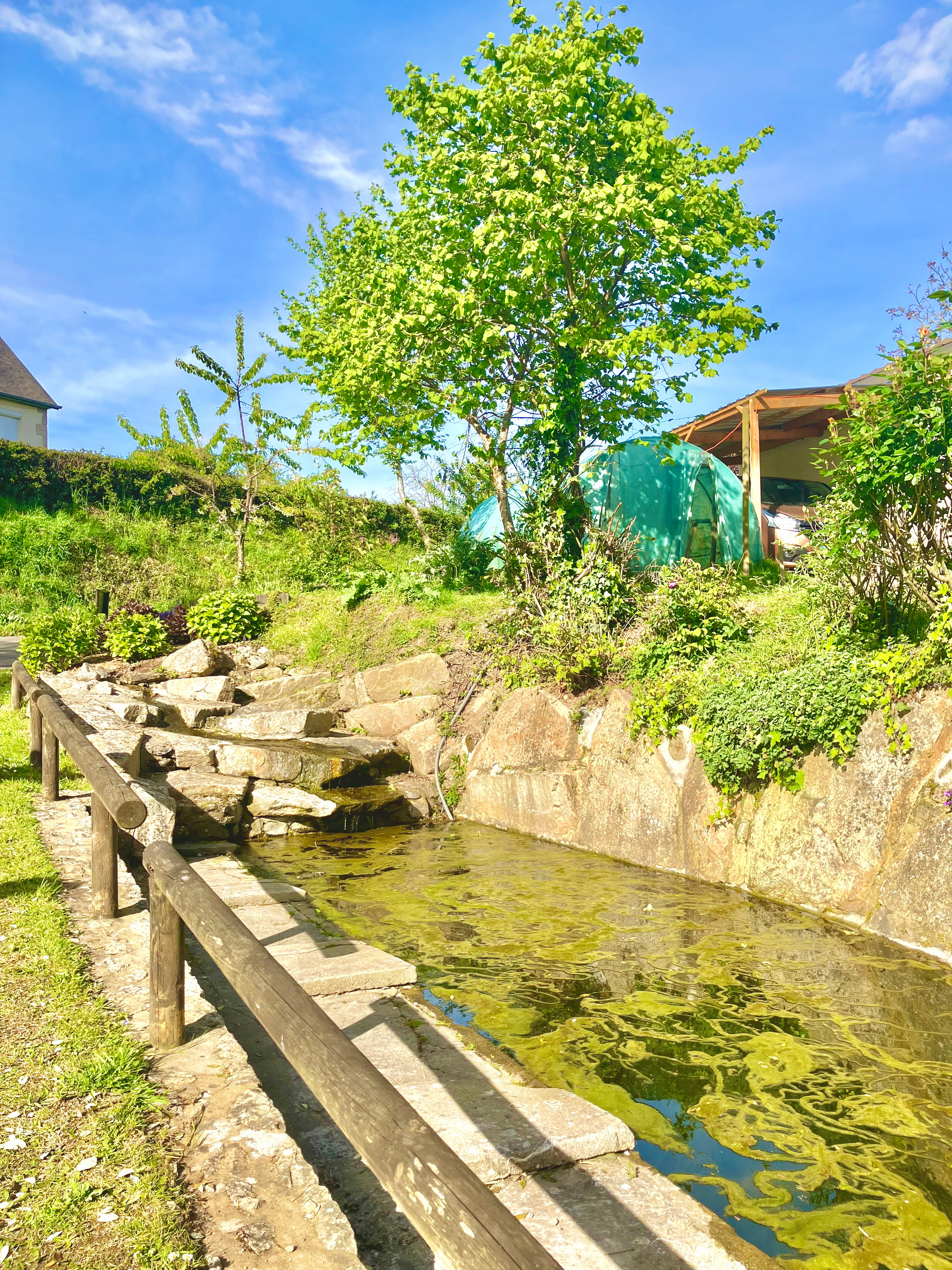
Lavoir à Corseul dans les Côtes-d'Armor.

## Rôle social

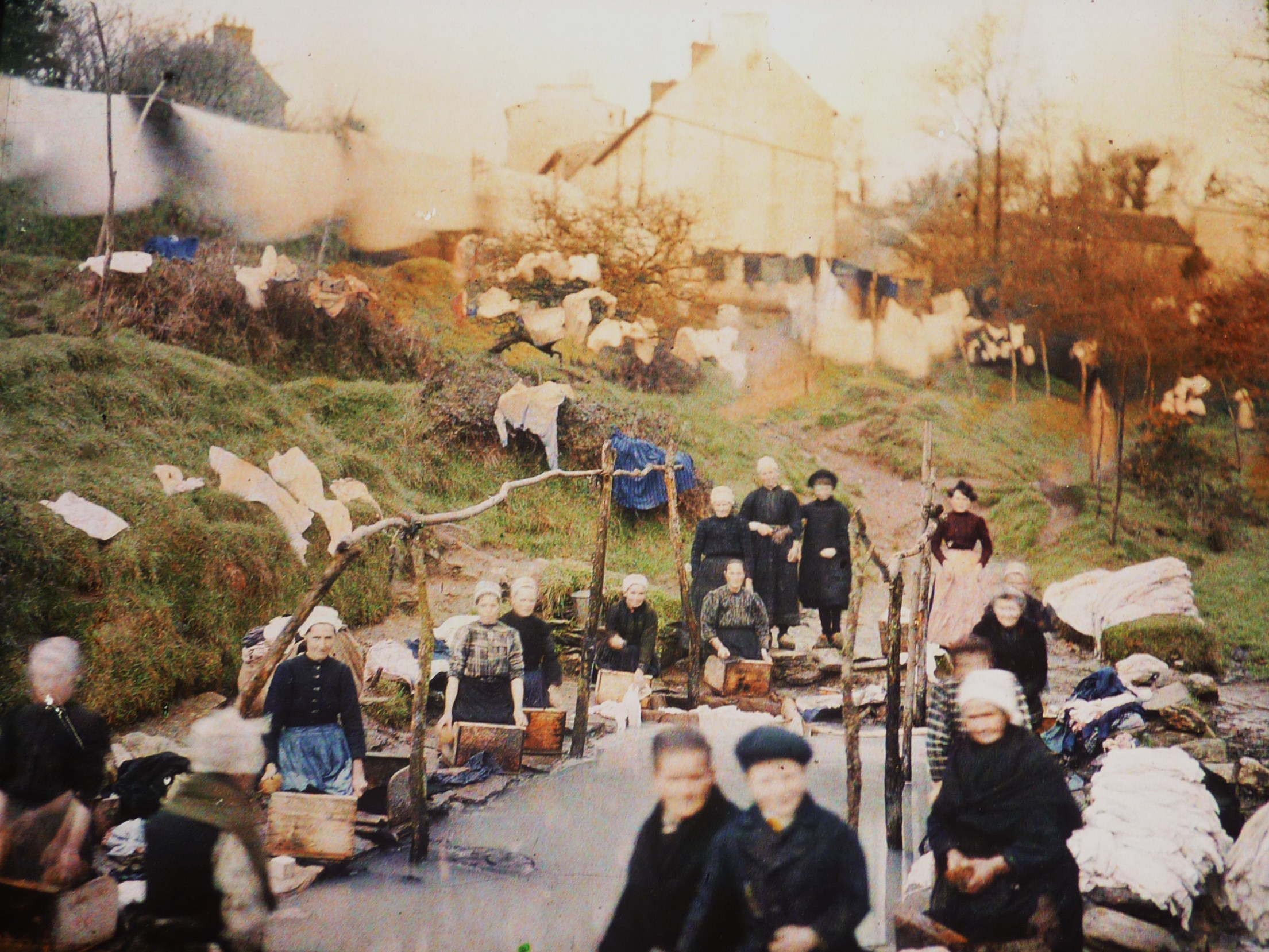
Le lavoir de Saint-Pierre-Quilbignon vers 1920

Les lavoirs avaient une importante fonction sociale. Ils constituaient en effet un des rares lieux extérieurs aux domiciles où les femmes pouvaient se réunir et discuter. Interdits aux hommes, ces derniers s’inquiétaient des confidences et des commérages qui pouvaient s'y échanger. L'activité de nettoyage du linge était physiquement très difficile. Aussi, le fait de la pratiquer de façon collective la rendait plus facilement supportable : les femmes pouvaient discuter entre elles (on y entend « le journal parlé de la paroisse » comme le raconte Pierre-Jakez Hélias dans Le cheval d'orgueil), plaisanter, chanter... Des conflits surgissaient également parfois, d'où l'expression « laver son linge sale en famille », le lavoir réunissant la famille agrandie, celle du quartier ou du village.

Pour ces différentes raisons, un certain nombre de légendes (histoires d'animaux fabuleux racontés par les parents pour éviter que les jeunes enfants s'approchent de cet endroit où ils pourraient se noyer, des lavandières de nuit aux dames blanches) et de « codes » se sont développés autour des lavoirs : règles officielles relatives à leur fréquentation, interdits religieux, traditions à respecter, hiérarchie (bizutage des nouvelles, la place la plus prisée près de la fontaine est réservée d'office à la plus ancienne blanchisseuse), etc.
La culture populaire conserve ainsi de nombreuses traces du rôle social des lavoirs, de l'image d'Épinal des lavandières aux expressions courantes, chansons ou œuvres artistiques.

## Fréquentation

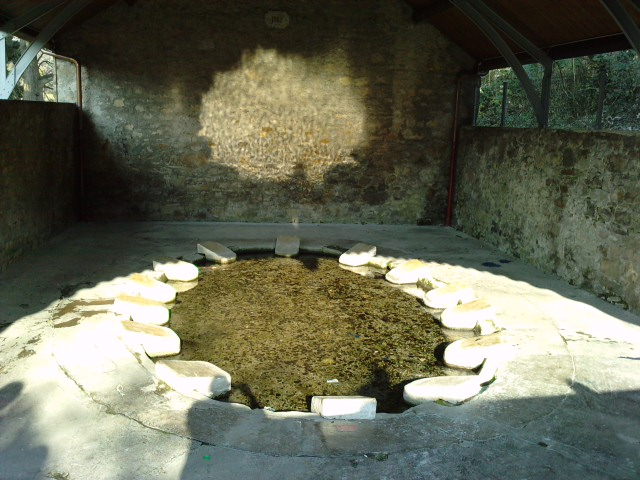
Lavoir de Rives (à Thonon en Haute-Savoie) éclairé par le soleil bas de l'après-midi du 6 mars 2014. Noter les plaques de pierre polies par l'usage autour de la vasque, et, au-dessus de la flaque de lumière réfléchie sur le mur du fond, la date : 1887. L'endroit est désert et silencieux, alors qu'autrefois il résonnait des coups de battoir, des chants et des discussions des lavandières réputées pour leur franc-parler.

La fréquentation des lavoirs était exclusivement féminine (elles pouvaient toutefois y emmener leurs enfants quand elles n'avaient personne pour les surveiller), les règlements de la police du lavoir punissant le contrevenant. Certaines femmes s'y rendaient à titre personnel tandis que d'autres y exerçaient les métiers de lavandières, laveuses ou blanchisseuses.

## Lavoirs classés ou inscrits au titres des monuments historiques, en France
Certains lavoirs sont considérés comme remarquables, notamment :

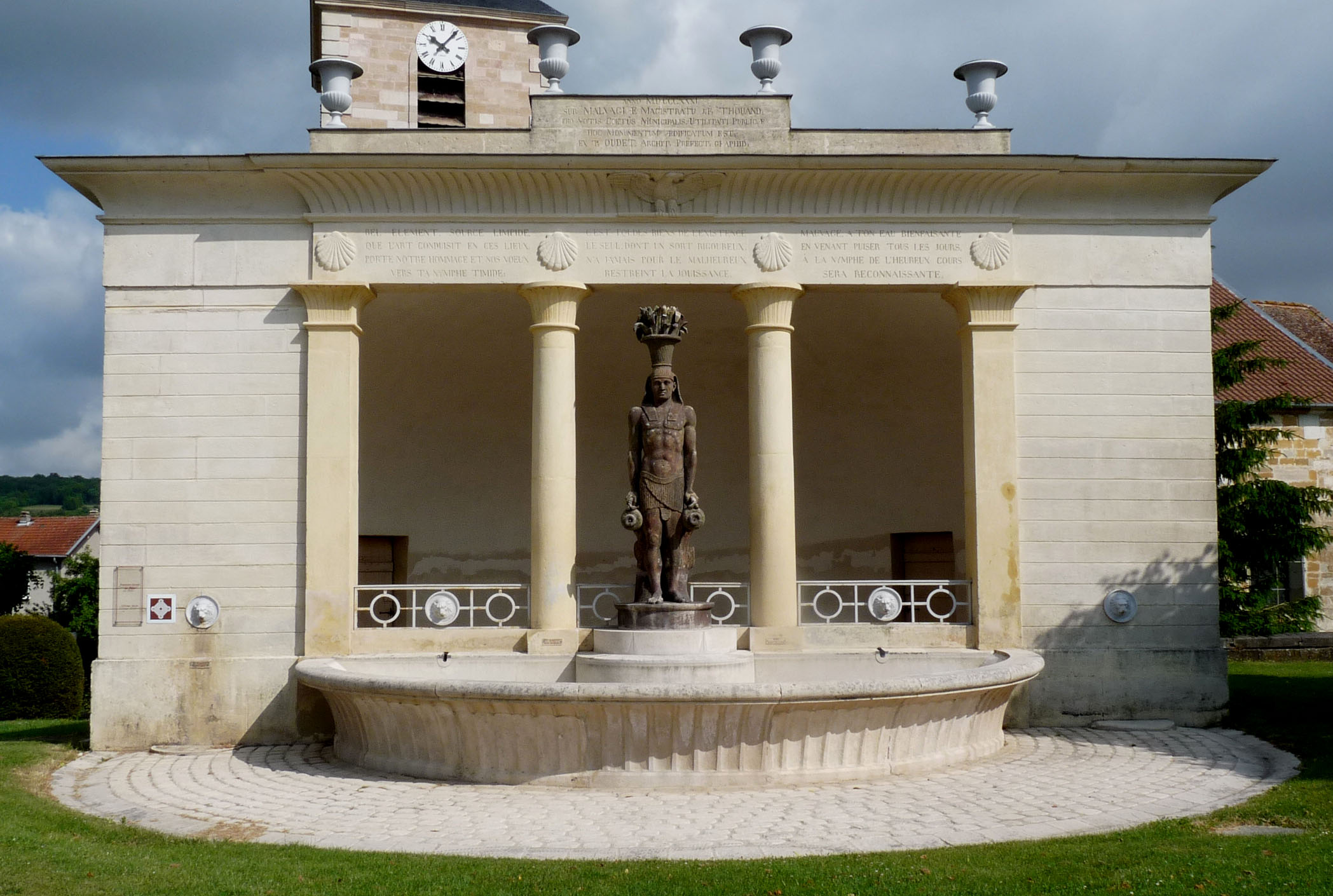
Fontaine-lavoir du Déo, Mauvages (55).

- Fontaine-Lavoir du Déo à Mauvages (55) ;
- Lavoir public de Lauris (84) ;
- Lavoir d'Argenteuil-sur-Armançon (89) ;
- Mairie-lavoir de Beaujeu (70) ;
- Lavoir Saint-Aignan (08) ;
- Lavoir d'Azereix (65) ;
- Fosse Dionne à Tonnerre ;
- Lavoir de (Varzy 58).

Voir aussi la catégorie des lavoirs classés ou inscrits.

## Bibliographie indicative

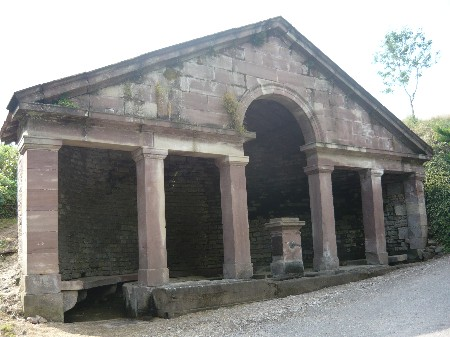
Lavoir des Charrières, Montmotier (88).